# Катастрофа пароплава «Адмірал Нахімов»
Катастрофа пароплава «Адмірал Нахімов» — зіткнення в Цемеській бухті пасажирського пароплава «Адмірал Нахімов» і балкера «Петро Васьов». Відбулося о 23:12 31 серпня 1986 року на відстані 13 км від морського порту Новоросійськ. У результаті «Адмірал Нахімов» перекинувся на правий борт і затонув за 8 хвилин. На його борту перебувало 1243 пасажирів і членів екіпажу, загинули 423. Загибель «Адмірала Нахімова» стала найбільшою катастрофою на Чорному морі в мирний час.
Увечері 31 серпня «Адмірал Нахімов» вийшов із Новоросійська до Сочі. Поблизу мису Дооб його курс перетинався з суховантажем «Петро Васьов», який за погодженням із береговим постом регулювання руху суден мав пропустити пасажирський пароплав. Капітан «Петра Васьова» Віктор Ткаченко розрахував, що, при незмінних курсі і швидкості, судна розійдуться на відстані трохи менше кілометра. Однак другому помічникові капітана «Адмірала Нахімова» Олександру Чудновському наближення «Петра Васьова» здалося небезпечним, і він став поступово повертати корабель на малі кути від попереднього курсу. Ткаченко вів судно виключно за приладами, які не зафіксували зміну курсу «Адмірала Нахімова». Тільки о 23:05 капітан балкера, нарешті, відвів погляд від екрану станції автоматичної радіолокаційної прокладки і побачив, що кораблі зближуються. Оцінивши реальну ситуацію, він став надто повільно зменшувати швидкість — лише за три хвилини до зіткнення віддав команду «Повний назад». За інерцією «Петро Васьов» продовжував йти вперед і вдарив «Адмірала Нахімова» в правий борт. Бульб сильно пошкодив обшивку чотирьох відсіків.
Пасажирський корабель знеструмився, сильно нахилився на правий борт. Спустити шлюпки стало неможливим, люди рятувалися на плотах. Після того, як «Адмірал Нахімов» зник під водою, почалася масштабна рятувальна операція, у якій взяли участь десятки суден. У березні 1987 року суд засудив капітанів обох суден до 15 років позбавлення волі.
Більшість пасажирів і загиблих була з України, серед них переважали одесити.

## Відомості про судна

### «Адмірал Нахімов»
Восьмипалубний пароплав «Адмірал Нахімов» побудовано в 1925 році на німецькій верфі Бремер-Вулкан у Бремені. До 1939 року корабель під назвою «Берлін» належав судноплавній компанії «Норддойче Ллойд» і виконував трансатлантичні рейси між Бремерхафеном і Нью-Йорком. У 1930-х лайнер періодично ходив у середземноморські круїзи, на Мадейру і в Норвегію. З початком Другої світової війни «Берлін» реквізували військово-морські сили Третього рейху (Крігсмаріне) як госпітальне судно. У 1939 році на його борту стався вибух котла, 17 осіб загинули. На початку 1945 року пароплав брав участь в операції «Ганнібал» з евакуації біженців і армійських підрозділів зі Східної Пруссії. 31 січня на рейді порту Свінемюнде лайнер підірвався на міні, але, завдяки малій глибині (13 м), не затонув, а виявився підтопленим. «Берлін» дістався Радянському Союзу по репарації. У 1947 році корабель із другої спроби було піднято та відправлено на капітально-відновлювальний ремонт на Варнов-верф у НДР.
У 1957 році пароплав під назвою «Адмірал Нахімов» передано Чорноморському морському пароплавству (ЧМП). Новим портом приписки стала Одеса. Корабель став найбільшим пасажирським судном на Чорному морі, його водотоннажність становила 23480 т, довжина — 174 м, ширина — 21 м, пасажиромісткість — 1096 осіб. Трюм судна поділявся на 13 водонепроникних відсіків перегородками з герметичними дверима. Пароплав спочатку був сконструйований таким чином, щоб залишатися на плаву з двома будь-якими пошкодженими відсіками. Проте, в ході модернізації 1966 року, над двома трюмами обладнали басейн, після чого клас непотоплюваності пароплава знизився до одного пошкодженого відсіку. Подібні судна відповідно до правил класифікації та побудови морських суден Регістру СРСР не могли брати на борт більше 600 пасажирів. Однак «Адмірал Нахімов» легально перевозив більшу кількість людей, оскільки цей пункт не поширювався на судна, збудовані до 1986 року.
«Адмірал Нахімов» здійснював круїзи переважно по радянському Чорномор'ю (Кримсько-Кавказькій лінії). Зрідка, у зв'язку з масовими перевезеннями, виходив у далекі рейси: на Кубу, в Саудівську Аравію, Алжир і Ефіопію. Крім басейну до послуг пасажирів надавались ресторани, бари, кінотеатр, музичний і курильний салони, бібліотека, перукарня, амбулаторія, червоний куточок, просторі прогулянкові палуби. Пароплав був оснащений двома трициліндровими паровими машинами, пар для яких виробляли 10 котлів. Лайнер розвивав швидкість до 16 вузлів (30 км/год). На борту було 26 рятувальних шлюпок, встановлених у два яруси. Шлюпбалки такої конструкції було встановлено на «Адміралі Нахімові» експериментально і згодом не одержали поширення через складність спускових механізмів і постійних проблем при їх експлуатації і обслуговуванні. Керівництво ЧМП не прислухалося до доводів екіпажу і відмовилося оснастити «Адмірал Нахімов» більш досконалими спусковими пристроями.
У 1977 році, після виходу капітана Миколи Соболєва на пенсію, «Адмірал Нахімов» здобув репутацію судна «штрафників». Чорноморське Пароплавство відправляло на нього винуватих у будь-чому на міжнародних рейсах членів екіпажу в якості покарання. Плинність кадрів доходила до 50 людей на місяць. За сім років на пароплаві змінилося вісім капітанів. З приходом останнього — Вадима Маркова, погіршилася дисципліна. Відповідальні пости займали наближені Маркову люди. Працівники пасажирської служби не раз помічалися за розпиванням спиртного в рейсі.
Останній плановий ремонт корабель проходив з січня по квітень 1985 року в порту Варни. Станом на 31 серпня 1986 року судно мало клас Регістра СРСР і документи на придатність плавання терміном до 30 листопада 1986 року. Після завершення експлуатації в останньому кварталі 1986 року, у зв'язку з моральним і віковим зносом (кораблю йшов 61 рік), планувалося його виведення з транспортного флоту ЧМП і списання з балансу пароплавства.

#### Капітан
Капітан: Марков Вадим Георгійович, 1930 року народження, член КПРС з 1958 р, освіта — Одеське вище інженерне морське училище в 1954 році, інженер-судноводій, почав працювати на посаді капітана в 1959 р, на п/п «Адмірал Нахімов» — з 10 жовтня 1984 року. На момент катастрофи йому виповнилося 56 років.
Другий помічник капітана: Чудновський Олександр Рувинович, 1930 р. н., член КПРС з 1960 р, секретар парторганізації, освіта — Чорноморське Вище Військово-морське училище ім. П. С. Нахімова в 1953 році, почав працювати на посаді 2-го помічника капітана в 1962 р., на п/п «Адмірал Нахімов» — з серпня 1980 р.
|                                                       |                                                           |
| Пароплав «Берлін» у період роботи в «Норддойче Ллойд» | «Адмірал Нахімов» в порту Новоросійська в день катастрофи |

### «Пётр Васёв»

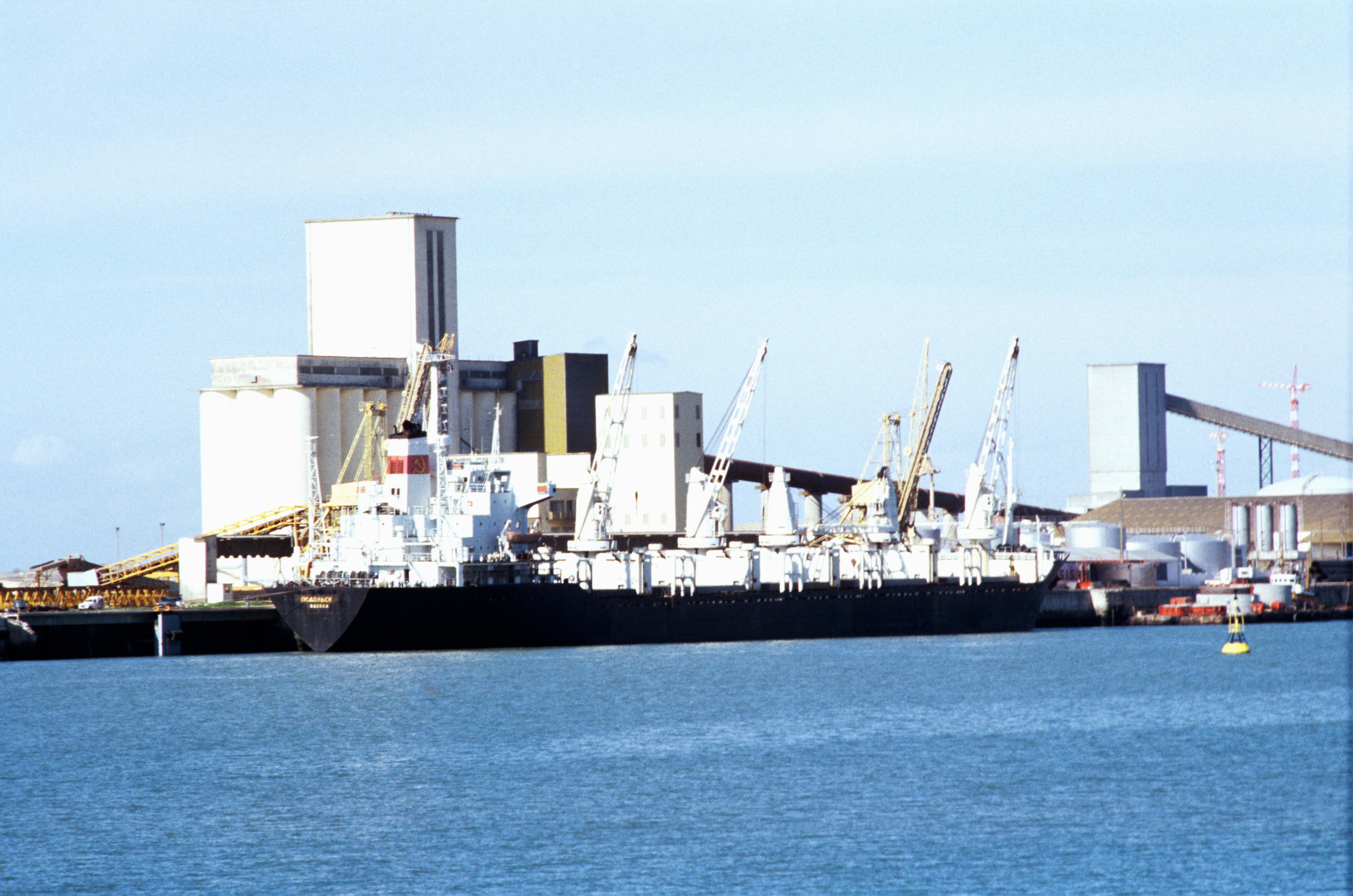
Балкер «Подольськ» (до вересня 1986 «Пётр Васёв») через 9 місяців після катастрофи

Балкер «Пётр Васёв» побудований у 1981 році на японській верфі «Minaminippon Shipbuilding» в Усукі. У 1985 році теплохід переданий Чорноморському морському пароплавству.
Свою назву — «Пётр Васёв» — він отримав на честь Петра Івановича Васьова, який у свій час був головним інженером Новоросійського порту, а згодом (серпень 1941) займав пост секретаря Новоросійського міськкому партії.
Спеціалізувався на перевезенні зерна. Брутто-регістровий тоннаж «Пётра Васёва» становив 18604,5 реєстр. т, довжина — 183,5 м, ширина — 26,6 м, швидкість ходу 14,5 вузлів (26,8 км/год). Після фатального зіткнення ремонтувався на Іллічівському судноремонтному заводі. У 1987 р. продовжив працювати в компанії під ім'ям «Подольськ». У 1996 році балкер продали. До 2010 року він змінив шість імен і судноплавних компаній. Мав назви: Jiajiaxin 1, Orbit, Myroessa, An An, Langeron.
У 2012 році відправлений у Бангладеш на злам.

#### Капітан
Капітан «Петра Васёва» на момент катастрофи — Ткаченко Віктор Іванович, 1942 р. н., член КПРС з 1968 року, освіта — Одеське морехідне училище в 1966 році, ОВІМУ — в 1985 році, інженер-судноводій, почав працювати на посаді капітана в квітні 1982 року, на т/х 'Пётр Васёв' — з липня 1985 р. На момент катастрофи мав 44 роки.

## Передумови

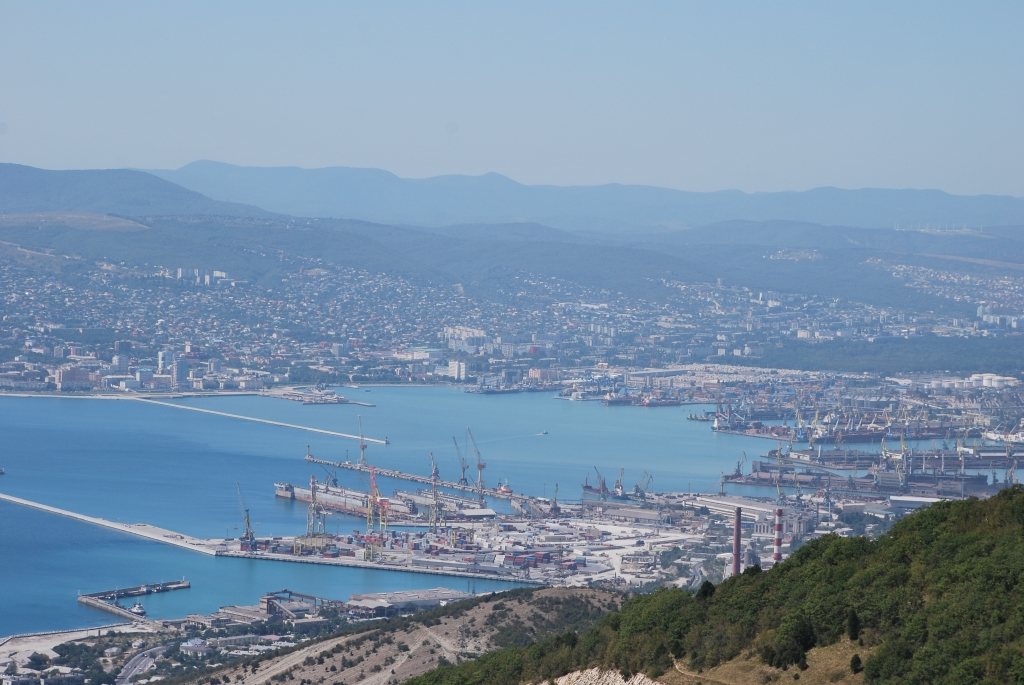
Панорама Цемеської бухти і новоросійського порту

29 серпня 1986 року о 20:00 «Адмірал Нахімов» покинув Одесу і відправився в семиденний чорноморський круїз, який передбачав заходження у п'ять портів: Ялту, Новоросійськ, Сочі (двічі), Батумі і повернення в Одесу. Пасажири не проходили ані шлюпкових навчань, ані жодного інструктажу. О 14:00 31 серпня «Адмірал Нахімов» пришвартувався біля причалу № 34 порту Новоросійська.
О 22:00, згідно з розкладом, «Адмірал Нахімов» готувався до відплиття. Вже прибрали трап, подали два буксири, коли на причал під'їхали автомобілі з пасажирами, що запізнилися — начальником управління КДБ по Одеській області генерал-майором Анатолієм Крикуновим, його дружиною і дітьми. Вони піднялися на борт, і пароплав приблизно з 10-хвилинним запізненням відчалив, узявши курс 154,2°. З Новоросійська до Сочі на борту «Адмірала Нахімова» вирушило 897 пасажирів і 343 члени екіпажу. Всі 1240 осіб були громадянами Радянського Союзу. Погода стояла ясна, море спокійне. У музичному салоні відразу після відплиття почалася дискотека, на відкритому майданчику на четвертій палубі — концерт. Пасажири масово збиралися в ресторанах і барах, хтось готувався до сну в своїх каютах. У недорогих каютах на нижніх палубах кондиціонери були відсутні, а система вентиляції працювала погано, тому дуже багато хто, не витримавши духоти і літньої спеки, відкривали ілюмінатори. О 22:30 в кінотеатрі розпочався показ фільму «Я любив вас більше життя».
Тим часом до Цемеської бухти підходив балкер «Пётр Васёв», який прямував із порту канадського Бе-комо, з 28 638 т ячменю на борту. Вахту на містку несли капітан Віктор Ткаченко та його третій помічник Петро Зубюк. Суховантаж йшов курсом 58°, але приблизно о 22:45 судно повинно мало лягти на новий курс — 36° і слідувати в систему розподілу руху суден (зону поділу потоків суден, які рухаються в протилежних чи майже протилежних напрямках). З розрахунків виходило, що курси кораблів перетиналися поблизу мису Дооб. Відповідно до Міжнародних Правил попередження зіткнень суден у морі (МППЗС) пропускати мав корабель зліва — в даній ситуації «Адмірал Нахімов» мав поступитися дорогою суховантажу. Однак пост регулювання руху суден запропонував «Петру Васёву» пропустити пасажирський пароплав, на що Ткаченко, в порушення пункту 15 МППЗС-72, погодився.

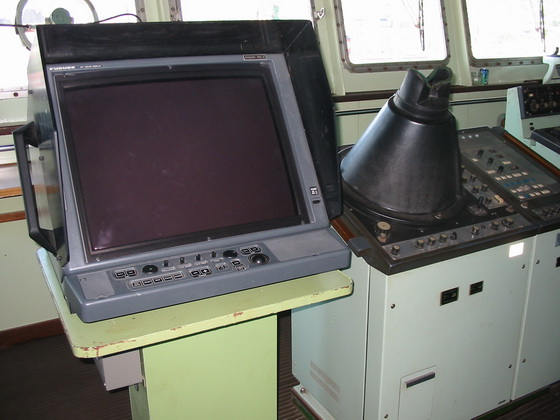
САРП на містку суховантажу «Пётр Васёв»

По Цемеській бухті «Адмірал Нахімов» йшов без лоцмана на борту, орієнтуючись за створними знаками. За допомогою радіолокації лайнер вів черговий лоцман берегового поста регулювання руху суден Іван Горбунов. О 22:30 «Адмірал Нахімов» запросив обстановку на створах і на рейді. Екіпажу повідомили, що з боку протоки Босфор йде суховантаж «Пётр Васёв», який по попередній домовленості пропустить пароплав. Минувши буї огорожі Пенайських банок о 22:47, «Адмірал Нахімов» покинув акваторію новоросійського порту і ліг на курс 160° для проходження через систему поділу руху. Після цього капітан Марков, проінструктувавши вахтового другого помічника Олександра Чудновського, передав йому керування судном, покинув місток і пішов у свою каюту відпочивати. Крім Чудновського вахту на містку залишилися нести стерновий Євген Смирнов і спостерігач Ю. Вишаренко.
О 23:00 Смирнов за наказом Чудновського взяв пеленг «Петра Васёва» і доповів: «Зміна пеленга за 2 хвилини — 2 градуси, пеленг тягне до носа, ми наближаємося». Ті ж самі дії виконав третій помічник на суховантажі, він доповів капітану Віктору Ткаченко, що пеленг «Адмірала Нахімова» змінюється повільно. Ткаченко невідривно дивився на екран радіолокаційної обстановки засобів автоматичної радіолокаційної прокладки (ЗАРП), на якому не зафіксувалась будь-яка зміна пеленга. ЗАРП, встановлені на «Пётр Васёв», виготовлені японською фірмою JRC, їх програмне забезпечення було дуже примітивним. Крім того, час від приймання сигналів до видавання результатів становив 30 с, а час уточнення даних цілей — 3 хв. Таким чином, при зближенні суден на близьку відстань ЗАРП були неефективними. Зорове спостереження яскраво освітленого пасажирського лайнера нічим не ускладнювалося. Рідкісні і слабкі берегові вогні не чинили перешкод для спостереження . Після 23:00 між екіпажами по радіозв'язку відбувся діалог:

АН:  «Петр Васёв», я пароплав «Адмірал Нахімов». Ваш курс, Ваші дії?  

[Пауза] 

АН:  Ваш курс, Ваші дії?  [Відповідь надійшла тільки після 2-3 повторень]  

ПВ:  Йдемо курсом 36, швидкістю 12,5 вузлів  

АН:  Ви можете нас пропустити, у нас на борту 1000 туристів і наш курс 160 градусів?  

[Пауза] 

ПВ:  Ідіть!  

АН:  Ми можемо йти тим же курсом і не зменшувати обертів?  

[Пауза] 

ПВ:  Так, можете йти.  

АН:  Ви пропустите нас?  

ПВ:  Так, ідіть. 

Після розмови, Зубюк доповів капітану Ткаченко, що пеленг «Адмірала Нахімова» практично не змінюється, на що він, дивлячись на екран ЗАРП, відповів: «Знаю, не переживайте, штурман! Прилад показує красиве розходження». Під словом «красиве» Ткаченко мав на увазі розходження суден на досить малій відстані. Колеги капітана «Петр Васёва» вже в ході слідства розповіли про його пристрасть до ефектних розходжень на дистанціях порядку 100—180 м.

## Хронологія аварії

### Зіткнення

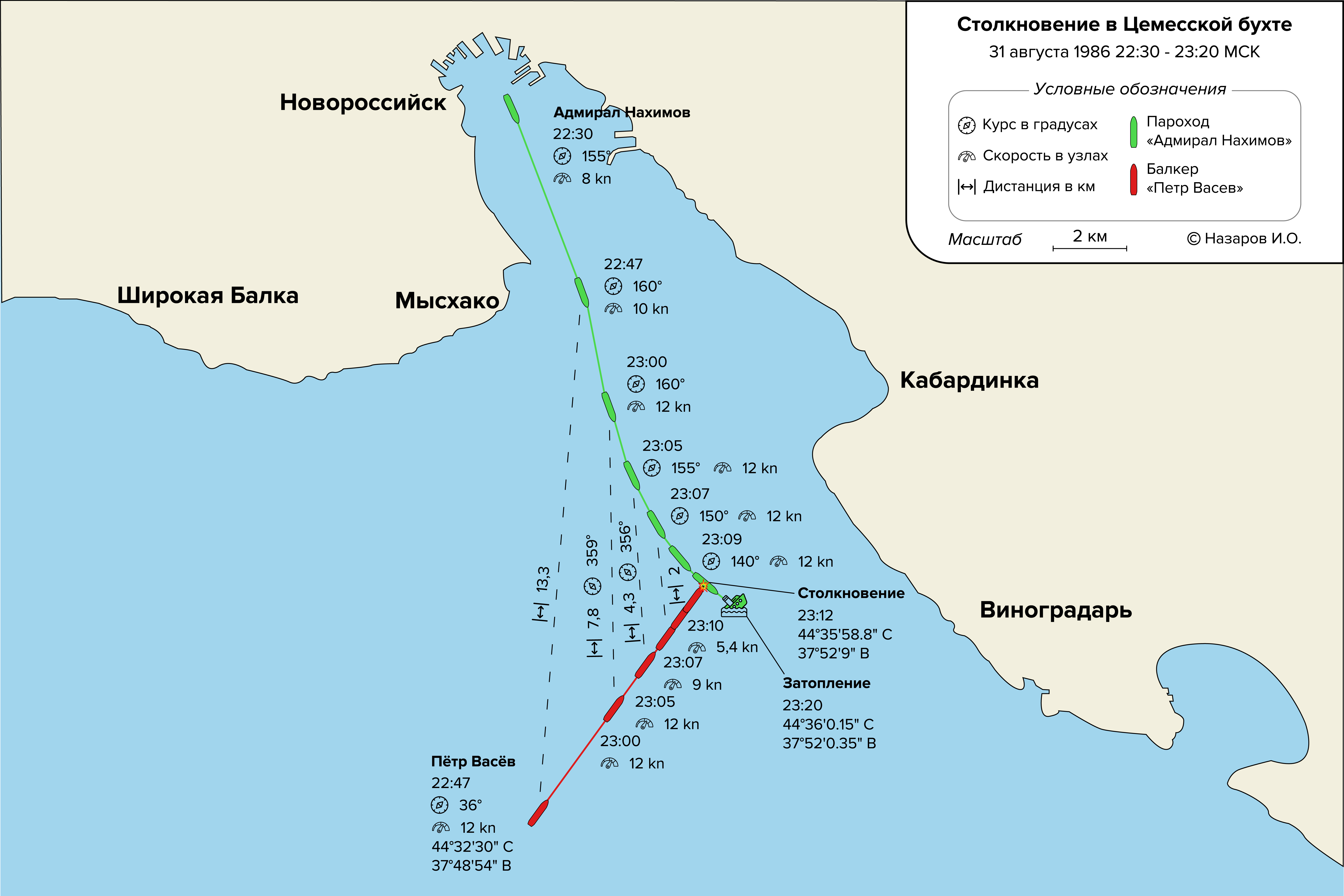
Карта крушения 31.08.1986

Щоб розійтися з «Адміралом Нахімовим», капітан «Петра Васёва» почав зменшувати швидкість. О 23:05 він перевів ручку машинного телеграфу в положення «Середній вперед». Швидкість суховантажу становила 12,5 вузла (23 км/год), відстань до пасажирського пароплава — 3,7 км. О 23:06 другий помічник на «Адміралі Нахімові» Олександр Чудновський вирішив відвертати ліворуч від «Петра Васёва», що стрімко наближався — спочатку на 5°, потім на 10° і ще на 5°, взявши курс 140°. О 23:07, побачивши, що відстань між кораблями становить вже трохи більше 2 км і продовжує скорочуватися, Ткаченко наказав «Малий вперед», а через півхвилини на зв'язок вийшов Чудновський і уточнив, чи зупинено на балкері машини. Відповівши ствердно, Ткаченко віддав наказ стопорити головний двигун. На виконання цієї команди пішло 30 секунд, після чого о 23:09 Чудновський закричав Ткаченко по зв'язку: «„Пётр Васёв“, що ви робите? Негайно працювати назад!», і капітан балкера скомандував «Середній назад» і одразу ж «Повний назад», супроводжуючи це звуковим сигналом — трьома короткими гудками. Внаслідок несвоєчасних дій екіпажу швидкість «Петра Васёва» за сім хвилин знизилася лише на 5 вузлів, «Адмірал Нахімов» продовжував йти з незмінною швидкістю 12 вузлів. О 23:10, коли відстань між суднами скоротилася приблизно до 125 м, Чудновський наказав «Ліво на борт», Ткаченко же скомандував «Право на борт». Ефективність керма виявилася зниженою реверсованим гвинтом.
О 23:12, почувши три гудки, що подали на балкері, на місток «Адмірала Нахімова» спішно повернувся капітан Марков (до цього він знаходився в каюті начальника управління КДБ по Одеській області генерал-майора Крикунова, куди був запрошений на вечерю. На відміну від Маркова, генерал Крикунов загинув разом з сім'єю). Катастрофа вже стала невідворотною. В ту ж хвилину пасажири з жахом відбігли від леєрів, і «Пётр Васёв» на швидкості 5,4 вузла (10 км/год) врізався у правий борт пасажирського пароплава. Форштевнем і бульбом з оглушливим гуркотом суховантаж, під кутом 110°, увійшов у корпус «Адмірала Нахімова» в середній частині, трохи за другою димовою трубою між шпангоутами 90 і 110. Під водою бульб пропоров в обшивці корабля пробоїну площею 84 м2, що простягнулася від сьомого до десятого водонепроникних відсіків, в яких розташовувалися друга котельня, машинне відділення, танки (ємності) з мазутом і дизельним паливом, продовольчі склади і трюм № 4. «Пётр Васёв» в результаті зіткнення отримав пошкодження у верхній частині форштевня, зім'явши його на 2—2,5 метра, і пробоїну бульба, із затопленням форпіка. Вантаж залишився сухим.

### Евакуація та затоплення

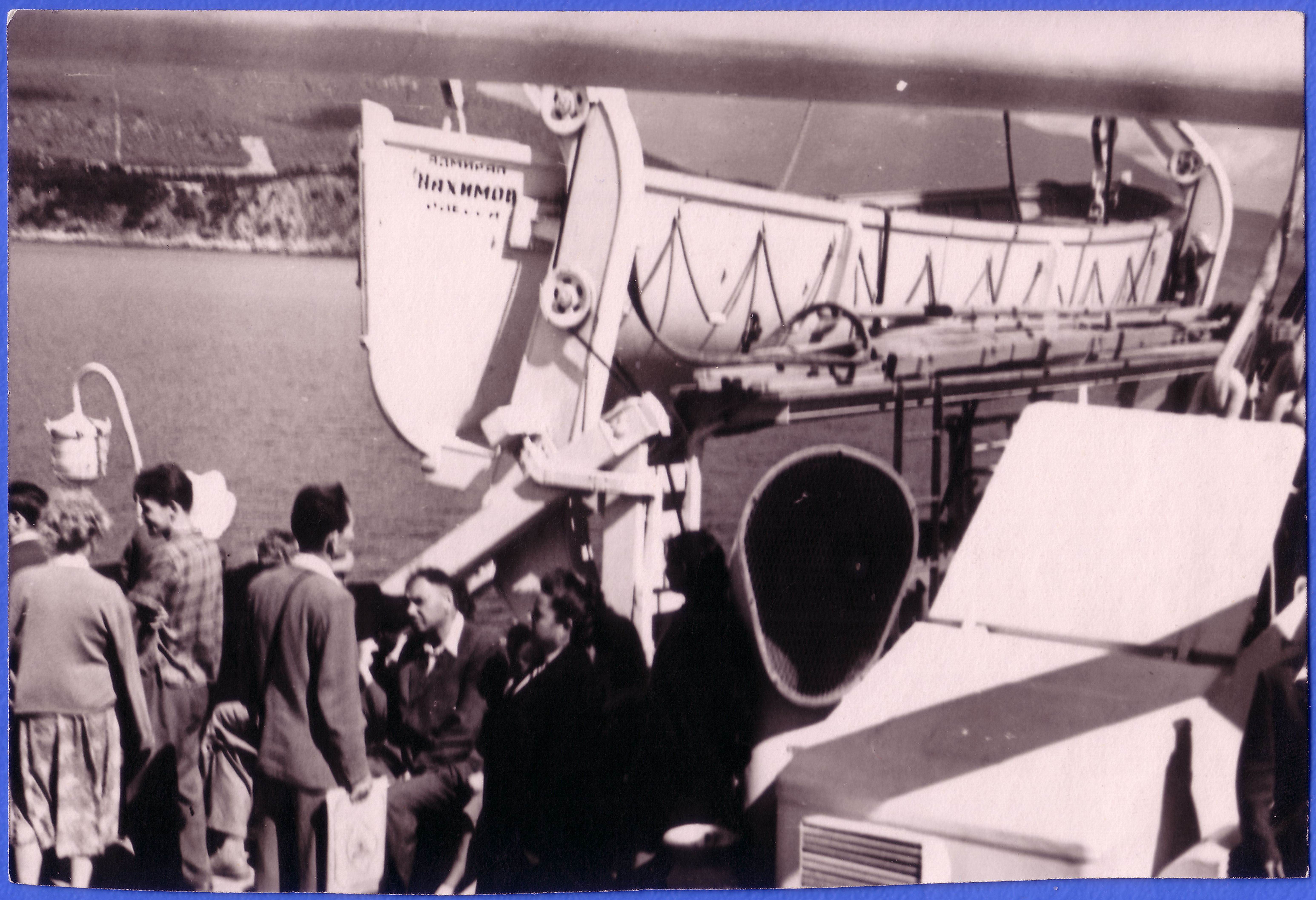
Шлюпочна палуба «Адмірала Нахімова» в 1957 році

У момент зіткнення корпус «Адмірала Нахімова» двічі відчутно здригнувся. Багато хто не зміг утриматися на ногах. Тим не менш, крім тих, хто знаходився на правому борту і бачив наближення «Петр Васёва», в першу хвилину майже ніхто з пасажирів не усвідомив катастрофічність ситуації. Тривогу не оголосив і екіпаж на містку. Капітан Марков зробив спробу посадити корабель на мілину, але через 20 секунд після зіткнення через затоплення суднової енергетичної установки пароплав позбувся електропостачання — згасло світло, відключилися навігаційні прилади та обладнання радіозв'язку, корабель не слухався керма. За інерцією пароплав пройшов близько 900 м. Тоді Марков наказав матросам оголошувати шлюпкову тривогу голосом, готувати до спуску рятувальні шлюпки і плоти. На воду екіпаж встиг спустити тільки шлюпку № 2 з лівого борту.
О 23:14 другому механіку В. Білану вдалося добігти до палуби «А» і запустити аварійний генератор. Тільки на 20 секунд електропостачання відновилося, але Марков не скористався цим для оголошення тривоги по репродукторам. Замість цього він відправив вниз кількох офіцерів і матроса для встановлення масштабу пошкоджень. За 4 хвилини «Адмірал Нахімов» нахилився на правий борт на 45°. Швидкість надходження води зросла за рахунок десятків відкритих ілюмінаторів. Спускати колективні рятувальні засоби вже не було можливим. Єдиним виходом стало скидання у воду надувних рятувальних плотів місткістю від 10 до 32 осіб. Команда з кількох матросів і практикантів Одеської морехідної школи на чолі з боцманом Вільямом Лабодою скинула з правого борту 8 з 24 плотів, а з лівого — всі 24. Частину плотів не змогли скинути внаслідок того, що деякі були прив'язані дротом через ненадійність штатних вузлів кріплення. Марков встиг послати на «Пётр Васёв» повідомлення: «Спускайте всі наявні у Вас шлюпки і плоти на воду!».
На борту почалася паніка, багато хто з тих, що знаходилися поблизу відкритих палуб стали стрибати за борт. Частина людей перелазила з палуб, нахил яких все збільшувався, на лівий борт і спускалася до води по його слизькій обшивці з безліччю вікон і ілюмінаторів. З пошкоджених баків «Адмірала Нахімова» почала виливатися велика кількість палива, яке на поверхні моря утворювало товсту маслянисту плівку, що сильно сковувала рухи у воді.
Допомогу збожеволілим від жаху пасажирам намагалися надати стюардеси: вони виводили нагору по темних коридорах і трапах. Стюардеса Тетяна Федорова до останнього стояла на палубі — роздавала і допомагала одягати рятувальні жилети. Увечері багато батьків укладали дітей спати, замикали каюти і піднімалися вгору. У метушні і темряві майже ніхто не зміг повернутися. Давлячи один одного, люди застрягали у вузьких коридорах. Внаслідок збільшення крену стелаж із запасними ключами від кают впав. 28-річна стюардеса Віра Федорчук дістала в'язку ключів, але врятувати замкнених дітей і врятуватися сама, вже не встигла. Пароплав стрімко йшов під воду. Падали і котилися по палубах, змітаючи людей, незакріплені лавки, шезлонги, бочки з фарбою.
Капітан Марков залишався на містку, поки вода не викинула його за борт. Другий помічник Чудновський незадовго до цього відправився в свою каюту, замкнувся і потонув разом із кораблем. О 23:20, через 8 хвилин після зіткнення, «Адмірал Нахімов» з креном 60° на правий борт і сильним диферентом на корму повністю пішов під воду за 3,5 км від берега і ліг на дно на глибині 47 м.

## Рятувальна операція

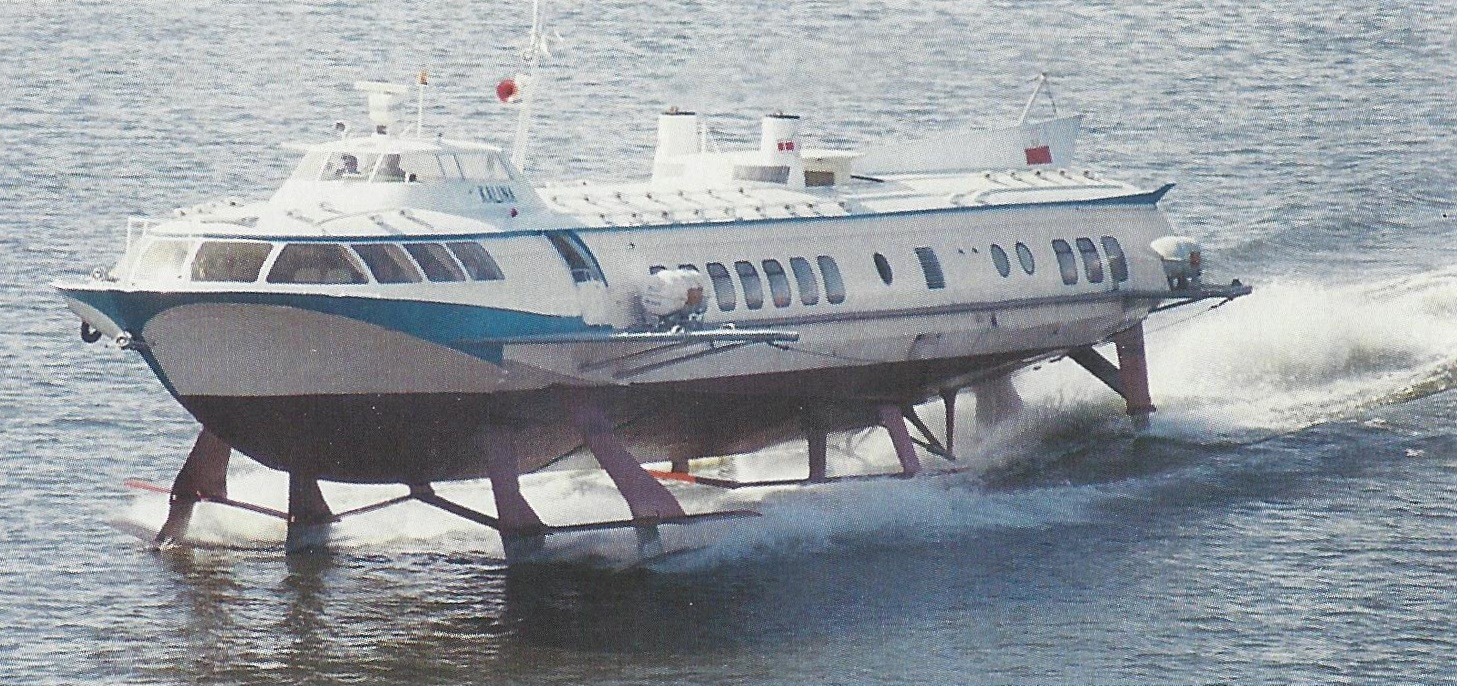
Теплохід на підводних крилах типу «Комета»

Перше повідомлення про зіткнення суден на виході з Цемеської бухти надійшло диспетчеру порту о 23:12 від екіпажу лоцманського катера, що проходив неподалік. Через три хвилини це підтвердив капітан «Петра Васёва» Віктор Ткаченко, збрехавши, що зіткнувся з пароплавом, який йшов без вогнів. Інформацію передали Георгію Попову, капітану порту Новоросійська. О 23:25 він наказав усім суднам у порту слідувати до місця аварії і підготувати всі наявні плавзасоби для спускання на воду. Весь портовий флот висунувся до мису Дооб. Слідом за ними вирушили три швидкохідні прикордонні катери, по тривозі підняли курсантів Новоросійського вищого інженерного морехідного училища, які вирушили на допомогу на 11 навчальних ялах.
Люди у воді відчули гостру нестачу рятувальних засобів. Скинуті плоти вмістили близько 500 осіб. Іншим чотирьомстам залишалося плавати поблизу у воді, покритій товстим шаром нафтопродуктів і фарби. Далеко не на всіх були рятувальні жилети. У паніці багато людей запекло боролися один з одним за будь-який плавзасіб, будь-то рятувальний жилет або дерев'яні шезлонги з прогулянкових палуб «Адмірала Нахімова». Інші ж поводилися протилежно: віддавали жилети жінкам і людям похилого віку, допомагали утриматися на плаву ослабленим і пораненим.
Через 5 хвилин після занурення «Адмірала Нахімова» «Пётр Васёв» почав рух малим ходом у бік місця катастрофи. З його борту спустили мотобот і весельну шлюпку, проте остання через сильний вітер, за наказом Ткаченка, повернулася. Досягнувши о 23:40 місця скупчення кількох сотень людей, суховантаж зупинився, з його палуби потопаючим скинули кінці, штормтрапи, рятувальні жилети та кола. Однак піднятися на борт змогли одиниці. Знесилені, перемазані слизьким мазутом, люди зривалися з розгойданих тросів назад у море. Близько 30 осіб прийняв мотобот. Всього ж екіпаж «Петра Васёва» врятував 37 осіб і підняв на борт тіло одного загиблого.
До рятувальної операції залучили 64 судна Новоросійського порту, Чорноморського флоту і прикордонної служби. Першим до місця аварії прибув лоцманський катер «ЛК-90». Він мав висадити лоцмана на «Пётр Васёв» о 23:30, тому в 23:45 вже приймав перших потерпілих. Портові буксири «Марс», «Титан», «Тайфун», «Безстрашний», «Балтиец» та інші почали прибувати до місця трагедії після 00:05. У першу годину ночі почалася масштабна рятувальна операція за участю малотоннажного флоту. Невеликі судна не могли взяти відразу кілька сотень постраждалих. На підмогу вийшов теплохід на підводних крилах «Комета-57», який брав із буксирів врятованих і доставляв їх у порт. В цілому він перевіз 248 осіб. Два рейдових катери «Базальт» та «РК-34» розвезли понад 150 уцілілих танкерам на рейді, де всіх вмили, відігріли, одягли і нагодували.
О 1:00 від пристані відійшов теплохід із двома бригадами швидкої допомоги на борту. В 1:15 з Геленджика вийшло 7 катерів. За чотири години вдалося врятувати 755 осіб і виловити 16 трупів. У район місця аварії прибуло суховантажне судно «Кілія», що йшло з Поті в Маріуполь. На його борт оперативно доставили заступника капітана новоросійського порту Анатолія Камінського, який звідти координував хід рятувальної операції.
Біля причалу № 33, куди підходили судна з врятованими, чергували машини швидкої допомоги. Вже пізно вночі лікарні і готелі Новоросійська почали приймати десятки пасажирів та членів екіпажу «Адмірала Нахімова». Майже всі перебували в стані сильного нервового потрясіння, отримали різні ступені переохолодження (температура морської води в ту ніч становила 24°С, але багатьом довелося провести в ній більше години). У людей від розлитої фарби часто злипалися повіки і вії. У зв'язку з трагедією в місті відновили гаряче водопостачання, що зазвичай відключали на ніч, по тривозі підняли формування цивільної оборони.
На світанку спостереження з повітря району катастрофи та прилеглої акваторії почали вести 7 вертольотів. Пошукову операцію почали літаки Ан-26 та Бе-12, пошуково-рятувальні служби Чорноморського флоту. Спочатку вони обстежили акваторію на відстані 30 км від берега, потім зона пошуків зросла до 60 км і 200 км. На воді були помічені плоти, жилети, лавки, шезлонги. Останнього вцілілого виявили через 15 годин після аварії. Всі знайдені на поверхні бухти особисті речі, гроші складалися в будівлі морського вокзалу, причому випадків мародерства зафіксовано не було.
В перший же день[коли?] у готелях міста встановили 80 додаткових телефонів, розгорнули пункти з приймання телеграм. Залізничники в умовах і без того підвищеного пасажиропотоку змогли за півдня підготувати потяги для перевезення «нахімовців» додому: 5 вагонів на Одесу, 2 на Київ і Дніпропетровськ, 2 на Прибалтику, по одному вагону на Харків, Ленінград, Львів, Донецьк, Саратов. 1 вересня додому поїхала 301 людина.

## Пошук загиблих
| Місця проживання загиблих | Місця проживання загиблих | Місця проживання загиблих | Місця проживання загиблих |
| Республіка                | Всього                    | Пасажири                  | екіпаж                    |
| ------------------------- | ------------------------- | ------------------------- | ------------------------- |
| УРСР                      | 267                       | 216                       | 51                        |
| РСФСР                     | 72                        | 66                        | 6                         |
| Литовська РСР             | 25                        | 25                        | 0                         |
| Латвійська РСР            | 24                        | 24                        | 0                         |
| МРСР                      | 20                        | 17                        | 3                         |
| Узбекська РСР             | 10                        | 10                        | 0                         |
| БРСР                      | 3                         | 1                         | 2                         |
| ГРСР                      | 1                         | 0                         | 1                         |
| Киргизська РСР            | 1                         | 0                         | 1                         |
| Всього                    | 423                       | 359                       | 64                        |

Протягом наступних двох тижнів до вантажного причалу № 15 доставляли тіла загиблих. Їх виловлювали з поверхні бухти, водолази витягали з пароплава. Вести пошуки під водою на перекинутому судні було надзвичайно важко. Ширина коридорів на «Адміралі Нахімові» варіювалася від 80 до 120 см. Водолази були змушені пробиратися поповзом. Від тривалого перебування у воді цілі секції дерев'яної обшивки обвалювалися, створюючи нездоланні завали. Роботу пошуковців ускладнювали плаваючі килими, ковдри, подушки. Середня тривалість одного водолазного спуску становила 2 години 40 хвилин, що перевищувало норму. Частіше за все тіла знаходили в коридорах і на трапах. Багато дітей загинуло у замкнених каютах. Водолазам доводилося ламати двері за допомогою ломів.
Щодня, в пристосований під морг портовий ангар, привозили родичів загиблих на впізнання. Тіла зберігалися в п'яти вагонах-рефрижераторах. 10 вересня, працюючи в приміщеннях затонулого судна, загинув військовий водолаз Юрій Поліщук. 19 вересня потрапив у завал і не зміг вибратися Сергій Шардаков. Після цього пошукові роботи на затонулому пароплаві «Адмірал Нахімов» рішенням Урядової комісії припинилися. До цього моменту оглянуто 253 приміщення, що склало 52 % від тих, що підлягали огляду, обстежено ділянку дна моря площею 30 000 м2, знайдено і піднято 129 тіл (111 з корпусу пароплава, 18 з ґрунту). 64 тіла так і залишилися спочивати на борту затонулого пароплава. Катастрофа забрала життя 423 людей — 359 пасажирів і 64 членів екіпажу «Адмірала Нахімова». В аварії загинули жителі дев'яти союзних республік.

## Висвітлення у ЗМІ
Перші короткі повідомлення про трагедію в Цемеській бухті передані по радіо і телебаченню СРСР лише в середині дня 1 вересня. Про жертви і постраждалих нічого не повідомлялося. Тим, хто вижив у катастрофі заборонили в телеграмах близьким згадувати про загибель «Адмірала Нахімова». 1 вересня родичі багатьох пасажирів і членів екіпажу отримували телеграми практично однакового змісту: «Живий і здоровий. Місто Новоросійськ». Тільки о 16 годині озвучено урядове повідомлення про зіткнення суден та подальшої аварії пасажирського пароплава. Про жодні подробиці події знову не говорилося, даних про жертви не надходило. У вечірньому випуску програми «Час» ніякої інформації також не пролунало. В Новоросійськ не пропустили жодного іноземного журналіста. Інформація, що надходила в газети, ретельно відбиралася і цензурувалася. 5 вересня про великі масштаби трагедії можна було здогадатися за зверненням ЦК КПРС, Президії Верховної ради і Ради міністрів СРСР з співчуття сім'ям, рідним та близьким загиблих, яке опублікувала газета «Правда». З виходом цього номера по телебаченню стали транслювати репортажі з місця загибелі судна.

## Судовий розгляд
2 вересня капітана «Петра Васёва» Віктора Ткаченка і капітана «Адмірала Нахімова» Вадима Маркова взяли під варту. Розслідуванням катастрофи зайнялася урядова комісія на чолі з членом Політбюро Гейдаром Алієвим. Безпосередньо слідством керував старший слідчий Генеральної прокуратури СРСР з особливо важливих справ Борис Уваров. Всі документи, що стосувалися загиблого судна, у перші дні після трагедії, вилучені з офісів Чорноморського пароплавства морськими слідчими і співробітниками КДБ.
Експертна підкомісія при урядовій комісії під керівництвом представника Міністерства морського і річкового флоту СРСР Майнагашева Б. С. опитала 11 осіб з екіпажів суден «Адмірал Нахімов» і «Пётр Васёв», в тому числі обох капітанів, а також лоцмана поста регулювання руху суден порту Новоросійськ.

Комісія встановила, що капітан теплохода «Пётр Васёв» Віктор Ткаченко в порушення Статуту служби на суднах Міністерства морського флоту (статті 60, 63 (03), 94) і Міжнародних правил попередження зіткнення суден (правила 2, 5, 6 (а) (III), 7 (а), (с)): 
 допустив надмірно небезпечне зближення суден, знехтував даними візуальних спостережень вахти на містку і звернення до нього вахтового помічника пароплава "Адмірал Нахімов ", не виконав своїх запевнень поступитися дорогою, упустив час для здійснення маневру з безпечного розходження суден, виявив невиправдану самовпевненість і недбалість в управлінні судном. 
Капітан пароплава «Адмірал Нахімов» Вадим Марков в умовах зближення з іншим судном, не погодивши особисто з капітаном суховантажу порядок розходження, передчасно покинув місток. Не проконтролював дії вахтового помічника при зближенні і розходженні суден. Проявив самозаспокоєність і байдужість до подій на містку
Тим самим порушив Статут служби на суднах ММФ (статті 60, 63 (03), (05), 94); Настанову з організації штурманської служби на суднах ММФ (пп 2.2.2; 5.4.4); Міжнародні правила попередження зіткнення суден (правила 2, 7(а)), що сприяло кораблетрощі і загибелі великої кількості людей.
Обох капітанів звинуватили за статтею 85 кримінального кодексу РРФСР «Порушення правил безпеки руху та експлуатації транспорту». На одній із нарад Алієв, під натиском громадськості, у присутності численних родичів загиблих, заявив, що, щонайменше, один із капітанів буде розстріляний. Таке покарання передбачалося статтею 102 «Умисне вбивство при обтяжувальних обставинах». Після цього на слідство став чинитися тиск, урядова комісія вимагала від слідчих якнайшвидшого завершення розслідування і пред'явлення звинувачення за статтею 102. Суд над обома капітанами проходив в Одесі в березні 1987 року. Уваров відмовився змінювати статтю на більш важку. Віктор Ткаченко і Вадим Марков були засуджені до 15 років позбавлення волі, однак в 1992 році обидвох помилували і звільнили.

## Пам'ять

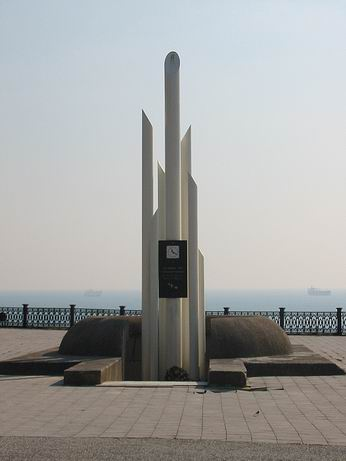
Пам'ятник на мисі Дооб під Новоросійськом

У першу річницю катастрофи на мисі Дооб у селі Кабардинка в пам'ять про 423 загиблих пасажирів і членів екіпажу пароплава «Адмірал Нахімов» встановлений пам'ятник. Меморіал архітектора Ірини Бабаджан являє собою композицію з семи труб-стійок різної висоти і товщини, що знаходяться всередині чавунного литого вінка. Верхня частина труб зрізана. Центральна труба (зі сталевою меморіальною плитою і вмонтованим у неї годинником), символізує загиблий пароплав. Монумент оздоблює хвиля-воронка із залізобетону, на внутрішній стороні якої прикріплені 24 плити з іменами загиблих. Щорічно з 1997 року 31 серпня благодійний фонд допомоги сім'ям загиблих на «Адміралі Нахімові» — «Нахімовець» організовує в Новоросійську вахти пам'яті, на які з'їжджаються люди з усього колишнього СРСР, що втратили в корабельній аварії своїх близьких.

## Уламки
Остов «Адмірала Нахімова» лкжить на дні Цемеської бухти на глибині 47 м. Пароплав ліг із 75-градусним креном на правий борт, але з часом через шторми лайнер поступово вирівнюється, при цьому занурюючись все глибше в донний мул. За два роки корабель заглибився на 10 м. У 1997 році його крен становив уже 20°. Щогли і труби, що перешкоджали безпечному судноплавству, за допомогою вибухівки і електрокисневої різки були демонтовані. Відстань від поверхні води до шлюпбалок «Адмірала Нахімова» на верхній палубі становить 26 м. Вибухові речовини також активно застосовувалися при пошукових роботах. В результаті корпус пароплава має безліч дрібних пробоїн. 90 % ілюмінаторів розбиті. Ростовське центральне проектно-конструкторське бюро розробило план по підйому уламків, але внаслідок великої вартості від нього відмовилися.
На момент зіткнення в 15 танках «Адмірала Нахімова» перебувало 40 тонн дизельного палива для допоміжних двигунів і 570 тонн флотського мазуту. З пошкоджених резервуарів на правому борту в перші години після трагедії витекло 40 т мазуту і майже весь запас дизельного палива. По периметру місця катастрофи було розгорнуто бонове загородження довжиною 1 км. Ліквідацію розливу пального здійснювали два судна-нафтозбірники. Експедиція до уламків судна в 1987 році з допомогою спеціально розробленої фрези з паровим розігріванням відкачала 95—98 % нафтопродуктів із танків лівого борту. Близько 150 тонн мазуту на правому борту залишилися недоступними внаслідок великого крену. Експертиза, проведена в 1997 році Міністерствами надзвичайних ситуацій та транспорту, не виявила поблизу уламків «Адмірала Нахімова» перевищення фонового для Цемеської бухти значення вмісту вуглеводнів у воді.